# Larré (Orne)
Larré is een gemeente in het Franse departement Orne (regio Normandië) en telt 397 inwoners (2004). De plaats maakt deel uit van het arrondissement Alençon.

## Geografie
De oppervlakte van Larré bedraagt 5,7 km², de bevolkingsdichtheid is 69,6 inwoners per km².
De onderstaande kaart toont de ligging van Larré (Orne) met de belangrijkste infrastructuur en aangrenzende gemeenten.

## Demografie
Onderstaande figuur toont het verloop van het inwonertal (bron: INSEE-tellingen).